# Vollwinkel

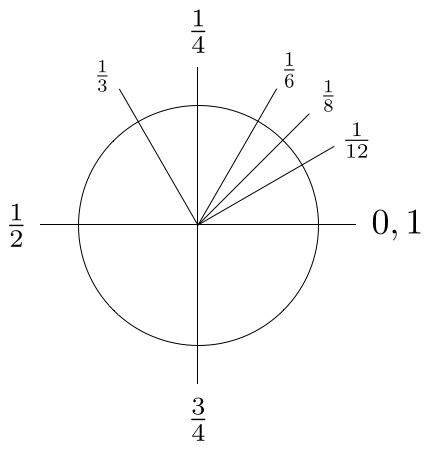
Drehungen gegen den Uhrzeigersinn (Teile des Vollwinkels)

Vollwinkel ist eine Bezeichnung für den 360°-Winkel und eine Maßeinheit für die physikalische Größe ebener Winkel.
Wenn ein Radialstrahl 360° um sein Zentrum gedreht wird, macht seine Spitze eine ganze – oder volle – Kreisbewegung.
Der Vollwinkel ist keine SI-Einheit, aber in den Staaten der EU und der Schweiz eine gesetzliche Einheit. Er wird in DIN 1301-1, Ausgabe 2010-10 in einer Tabelle „allgemein anwendbare Einheiten außerhalb des SI“ behandelt. Die Einheit Vollwinkel besitzt kein Einheitenzeichen. Dezimale Vielfache oder Teile dürfen nicht mit SI-Vorsätzen gebildet werden.
Die deutsche Norm DIN 1315 (1974-03) empfahl das Einheitenzeichen „pla“ (von lateinisch plenus angulus) für den Vollwinkel.
Im englischen Sprachraum wird der Vollwinkel als turn (engl. „Drehung“). Ein Turn kann sowohl in half turn, quarter turn usw. unterteilt werden, in 2n Teile als auch in 100 centiturns oder 1000 milliturns. Der britische Astronom Fred Hoyle schlug 1962 eine dezimale Unterteilung bis zum Mikroturn (etwa 1.3") vor, was aber kaum Verwendung fand. Einzelne Messgeräte für Artillerie und Satellitenbeobachtung sind jedoch nach Milliturn geteilt.
Seit 2011 unterstützen die Taschenrechner HP 39gII und HP Prime das Einheitensymbol „tr“ (von englisch turn) für Vollwinkel.

## Einheiten

Vergleich von Winkelmaßen (Grad, Bogenmaß, Vollwinkel)

Ein Vollwinkel entspricht in den verschiedenen Winkelmaßen:
- 1 Vollwinkel = 360° = 360 Grad
- 1 Vollwinkel = 2{\displaystyle \pi } rad im Bogenmaß
- 1 Vollwinkel = 400g = 400 gon = 400 Neugrad (lediglich im Vermessungswesen noch gebräuchlich)
- 1 Vollwinkel = 4∟ = 4 rechte Winkel (ehemalige gesetzliche Einheit in Deutschland und der Schweiz)
- 1 Vollwinkel = 32" = 32 nautische Strich
- 1 Vollwinkel = 6400¯ = 6400 mil = 6400 artilleristische Strich
- 1 Vollwinkel = 24h = 1440m = 86400s im Stundenmaß